# Везіме
Везіме (італ. Vesime, п'єм. Vesme) — муніципалітет в Італії, у регіоні П'ємонт,  провінція Асті.
Везіме розташоване на відстані близько 460 км на північний захід від Рима, 65 км на південний схід від Турина, 30 км на південь від Асті.
Населення — 618 осіб (2014).
Щорічний фестиваль відбувається 11 листопада. Покровитель — святий Мартин.

## Демографія
Населення за роками:

Станом на 1 січня 2023 року в муніципалітеті офіційно проживав 91 іноземець з 21 країни, серед них 48 громадян країн Євросоюзу та 3 громадяни України.

## Сусідні муніципалітети
- Кастіно
- Чессоле
- Коссано-Бельбо
- Перлетто
- Роккаверано
- Роккетта-Бельбо
- Сан-Джорджо-Скарампі